# Jože Jurančič
Jože Jurančič, slovenski učitelj, partizan in politični delavec, * 9. marec 1902, Drbetinci, † 	13. november 1998, Golnik.

## Življenje in delo
Učiteljišče je končal v Mariboru. Že kot učiteljiščnik je bil Maistrov borec. Zaradi kritike tedanjih družbenih razmer so ga kazensko premeščali v razne kraje po Štajerskem. Med obema svetovnima vojnama je bil član raznih naprednih gibanj in od 1925 član Komunistične partije Jugoslavije. V 30-tih letih dvajsetega stoletja je sodeloval pri organiziranju naprednega učiteljskega političnega gibanja, ki je 1936 preraslo marksistično usmerjeni Učiteljski pokret. Kot njegov privrženec je preučeval vplive socialnih razmer učencev na njihov telesni in duševni razvoj, ter s Pavlom Fleretom, Andrejem Skuljem in Ernestom Vrancem sodeloval pri sestavljanju dotlej najboljših čitank za osnovno šolo. Od 1941 je sodeloval v narodnoosvobodilni borbi; od aprila 1942 do septembra 1943 je bil v zaporih in koncentracijskem taborišču na Rabu. Septembra 1943 je postal politični komisar Rabske brigade, nato je bil med drugim še načelnik oddelkov za obnovo in socialno skrbstvo pri Predsedstvu narodnoosvobodilnega sveta, sekretar oblastnega komiteja Komunistične partije Slovenije za Štajersko, po koncu vojne pa do februarja 1946 pomočnik ministra za prosveto pri vladi Ljudske republike Slovenije.
V času informbiroja je bil 1948 izključen iz partije in od aprila 1949 do 1954 zaprt v Bileći in na Golem otoku. Kasneje je bil rehabilitiran in do upokojitve 1963 delal v raznih službah. Dobil je naziv pedagoškega svetnika. Je nosilec partizanske spomenice 1941. Leta 1972 pa je prejel Žagarjevo nagrado.